# Undercurrent (Manga)
Undercurrent (アンダーカレント, Andākarento) ist ein Drama-Manga des Manga-Autors Tetsuya Toyoda (豊田 徹也, Toyoda Tetsuya), der 2004 und 2005 in Japan erschien. Die Handlung spielt im zeitgenössischen Japan und folgt Kanae, der Managerin eines öffentlichen Bades, deren Mann auf Reisen verschwand.

## Manga
Der Manga wurde in Japan von Kodansha im monatlich erscheinenden Seinen-Magazin Afternoon von Oktober 2004 bis 2005 herausgegeben. Der Verlag veröffentlichte die 11 Kapitel in einer Tankōbon-Sammelausgabe am 22. November 2005 in Japan (ISBN 978-4-06-372092-1). Die französische Ausgabe von Kana erschien am 19. September 2008 (ISBN 978-2-505-00450-9). Der Verlag Milky Way Ediciones brachte eine spanische Fassung heraus.

## Rezeption
In Frankreich wurde der Manga zur offiziellen Auswahl des Angoulême International Comics Festival 2009 bestimmt und gewann den Prix Asie-ACBD 2009. Von der belgischen Zeitung Le Soir wurde er zum besten Manga-Pick für das Jahr 2008 gewählt.